# Acrolecto
Un acrolecto es el registro de lengua hablada considerado formal o alto. 
A principios de la década de 1970 Derek Bickerton propuso los términos acrolecto, mesolecto y basilecto para designar el fenómeno de cambio de código presente en algunos hablantes de lengua criolla que poseían cierta fluidez en la lengua estándar sobre la que se basaba el contacto lingüístico. El uso se extendió al cambio de código entre registros de cualquier lengua.
De alguna manera, un acrolecto es la forma oral de la lengua escrita; los acrolectos difieren a menudo de la lengua hablada por su vocabulario y sintaxis. El acrolecto respeta en mayor medida las normas de la gramática prescriptiva que el lenguaje corriente. Los acrolectos se utilizan en los actos de habla, rituales, ceremonias, eventos formales como inauguraciones y discursos escritos. 
Cuando en inglés se lee en voz alta la King James Bible y el Book of Common Prayer se producen los ejemplos que mejor ilustran los extremos del continum entre acrolecto y basilecto. El uso de arcaísmos como el pronombre de la segunda persona thou evidencia que están creados para situaciones comunicativas distintas. 
Otras lenguas presentan diferencias aún más pronunciadas entre acrolectos y basilectos. En japonés, el continum ha trascendido a la gramática, y las diferentes inflexiones marcan y diferencian el japonés formal e informal. Al final de la Segunda Guerra Mundial, cuando el Emperador Hirohito anunció la rendición del Ejército japonés por radio, su discurso no fue entendido del todo por sus súbditos porque lo compuso en un estilo de japonés muy formal y arcaico que sólo era de uso en la corte imperial.
Otro ejemplo más de diferencias extremas de acrolecto puede ser el del chino. Durante más de dos mil años los chinos mantuvieron el chino clásico como acrolecto y estándar escrito mientras que las variantes coloquiales siguieron evolucionando hasta convertirse en sus propios basilectos. La brecha se hizo tan amplia entre las variantes formal y coloquial que se le achacaron dificultades para la educación y alfabetización y algunos llegaron incluso a ver en ella el origen de la confusión política que existía en China durante el siglo XIX y principios del siglo XX. Esto finalmente culminó con la adopción para todas las comunicaciones formales del chino vernáculo, que se basaba en el mandarín moderno hablado. Aunque el chino vernáculo se base en la variante oral moderna, sigue manteniendo algunas construcciones formales, por lo que sigue siendo un acrolecto respecto otros dialectos del chino.
Entre las lenguas nativas de México, es interesante notar que el náhuatl y el maya yucateco, con todas sus variables dialectales vigentes, que practica principalmente la población rural, rara vez cohabita directamente con sus formas acrolécticas, representadas por el náhuatl clásico o el maya clásico, que ha quedado más bien en labios de académicos y pequeños grupos locales interesados en recuperar una versión ortodoxa de esas lenguas. En este caso los basilectos se encuentran en un progresivo desgaste, ante la presión del uso cotidiano del castellano en su versión regional.